# Kamienica przy ulicy Józefa Dietla 55 w Krakowie
Kamienica przy ulicy Józefa Dietla 55 – zabytkowa kamienica znajdująca się w Krakowie, w dzielnicy I przy ulicy Józefa Dietla, na Kazimierzu.
Kamienica została wzniesiona w 1889 roku, według projektu architekta Karola Knausa. W 1932 roku budynek został przebudowany i nadbudowany o trzecie piętro według projektu architektów Rudolfa Handa oraz Juliusza Eintrachta. Około 1970 roku odbył się remont budynku.
10 grudnia 1991 kamienica została wpisana do rejestru zabytków. Znajduje się także w gminnej ewidencji zabytków.